# Ralf Lübke
Ralf Lübke (né le 17 juin 1965 à Mülheim) est un athlète allemand spécialiste du 200 mètres et du 400 mètres.

## Carrière

### Palmarès
| Date | Compétition                  | Lieu        | Résultat | Épreuve    | Performance   |
| ---- | ---------------------------- | ----------- | -------- | ---------- | ------------- |
| 1983 | Championnats d'Europe junior | Schwechat   | 2e       | 200 mètres | 20 s 50       |
| 1983 | Championnats d'Europe junior | Schwechat   | 1er      | 4 × 100 m  | 39 s 25 (AJR) |
| 1984 | Jeux olympiques d'été        | Los Angeles | 5e       | 200 mètres | 20 s 51       |
| 1984 | Jeux olympiques d'été        | Los Angeles | 5e       | 4 × 100 m  | 38 s 99       |
| 1986 | Championnats d'Europe        | Stuttgart   | 5e       | 400 mètres | 45 s 35       |
| 1986 | Championnats d'Europe        | Stuttgart   | 2e       | 4 × 400 m  | 3 min 00 s 17 |
| 1988 | Championnats d'Europe        | Budapest    | 3e       | 400 mètres | 46 s 25       |
| 1988 | Jeux olympiques d'été        | Séoul       | 3e       | 4 × 400 m  | 3 min 00 s 56 |

### Records
| Épreuve    | Performance | Lieu | Date |
| ---------- | ----------- | ---- | ---- |
| 100 mètres | 10 s 42     |      | 1984 |
| 200 mètres | 20 s 38     |      | 1985 |
| 400 mètres | 44 s 98     |      | 1986 |